# NGC 1265
NGC 1265是北天英仙座的一個星系（椭圆星系），它在哈伯序列中屬於E1。据估计，它距银河系3.41亿光年，直径约18万光年，是英仙座星系團中的一部分。它與NGC 1264、NGC 1267、NGC 1268、IC 312處於天球中的同一片區域。
该天體由纪尧姆·比古尔丹于1884年11月14日发现。